# 71.º Batallón Aéreo de Reemplazo
El 71.º Batallón Aéreo de Reemplazo (71. Flieger-Ersatz-Abteilung) fue una unidad de la Luftwaffe de la Alemania nazi.

## Historia
Fue formado el 1 de marzo de 1939 en Żary. El 1 de abril de 1939 es reasignado al I Batallón de Instrucción del 71.º Regimiento de Instrucción Aérea.

## Comandantes
- Teniente coronel Georg Weiner (1 de marzo de 1939-1 de abril de 1939)